# 9.3×62mm

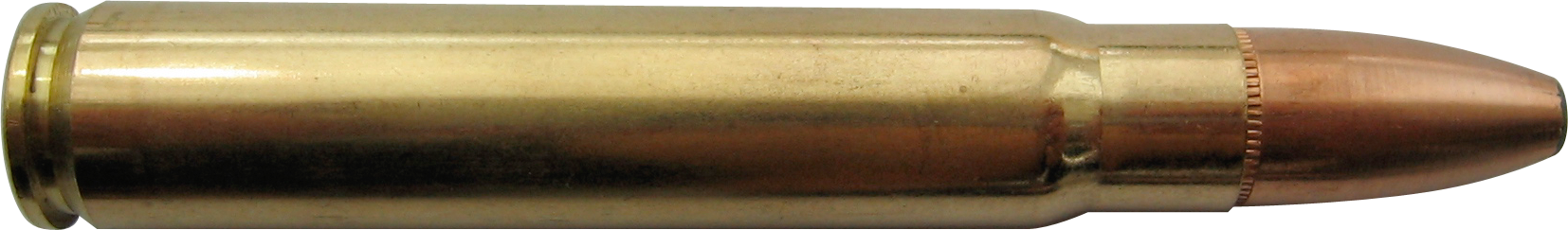

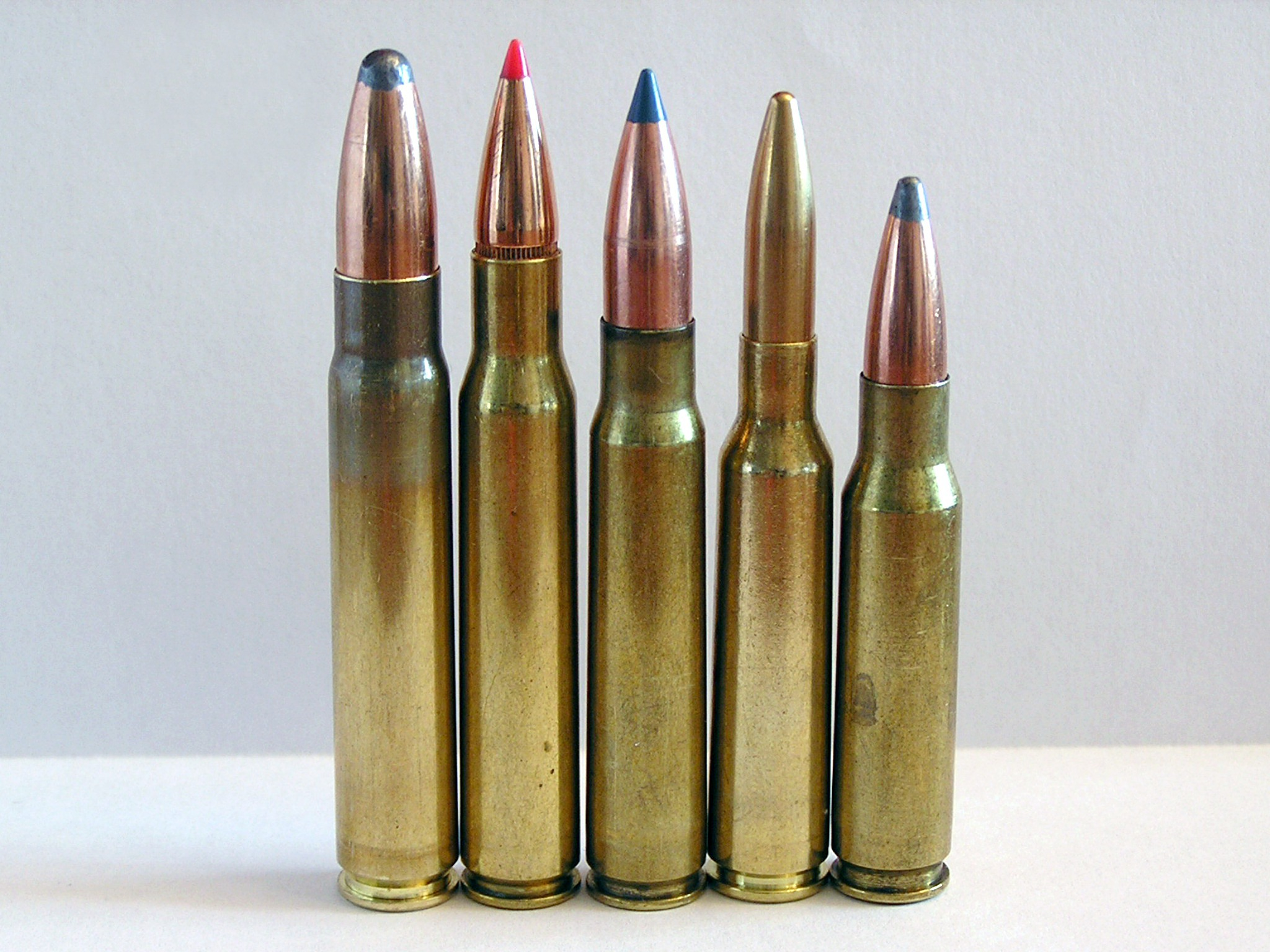
왼쪽부터 9.3×62mm, .30-06 스프링필드, 8mm 마우저, 6.5×55mm 및 .308 윈체스터 탄약.

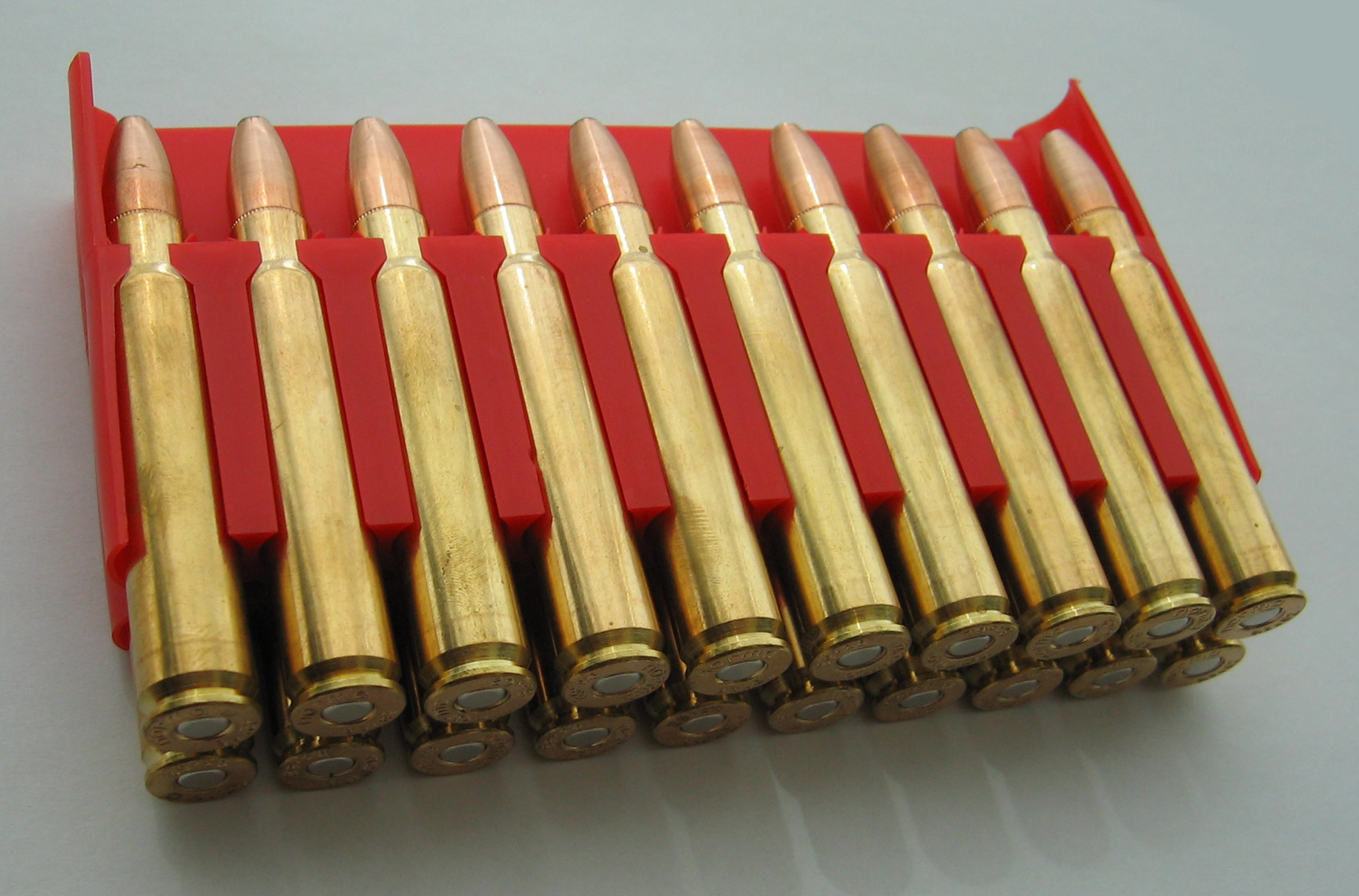
플라스틱 홀더에 담긴 노르마 오릭스 소프트 포인트 탄약 (제조사 노르마 프리시전 AB, 스웨덴)

9.3×62mm (9.3×62mm 마우저로도 알려짐)는 1905년 독일의 총기 제작자 오토 보크가 설계한 무림, 병목형 소총 탄약이다. 아프리카, 아시아, 유럽, 북아메리카에서 중형 및 대형 사냥감을 사냥하는 데 적합하다. 720 m/s (2362 ft/s)의 일반적인 속도에서, 286 그레인 (18.5 g) 표준 장전은 250m (275 yd)에서 300m (328 yd)까지 효과적인 사용을 위한 반동과 위력의 균형을 이룬다. 9.3×62mm의 C.I.P. 최대 평균 압력(MAP)은 390.00 MPa (56,565 psi)이다.
9.3×62mm는 마우저 98 볼트액션 소총에 맞도록 설계되었다. 총 길이가 84 mm (3.31 in) 이하인 탄약은 탄창 길이 변경 없이 표준 크기 M98 액션에 맞아야 한다. 아프리카의 유럽 사냥꾼과 정착민들은 신뢰성과 저렴한 비용 때문에 군용 소총을 자주 선택했지만, 반란을 두려워한 아프리카 식민지 정부는 군용 구경 소총과 탄약을 종종 금지했다. 9.3×62mm는 군용 탄약이 아니었으므로 이러한 문제가 없었다. 군용 소총과 마찬가지로 9.3×62mm 구경의 마우저 소총은 비교적 저렴하고 상당히 신뢰할 수 있었다. 이러한 요인들로 인해 9.3x62mm는 빠르게 인기를 얻었고, 탄약의 사용이 널리 퍼졌다.
9.3×74mmR은 9.3×72mmR 흑색 화약 탄약에서 진화한 림드 탄약이다. 9.3×62mm와 9.3×74mmR 탄약의 에너지 수준은 비슷하지만, 이 탄약들은 서로 관련이 없다. 림드 탄약은 9.3x62mm보다 약간 더 길어 총구 속도와 에너지를 유지하면서 케이스 내 압력을 낮출 수 있다.

## 탄약
9.3×62mm는 처음에는 18.5 그램 (285 gr) 탄두를 포구속도 655 m/s (2,150 ft/s)로 장전했다. 제1차 세계 대전 이후 일부 회사들은 속도를 약 730 m/s (2,400 ft/s)로 늘리고 더 가벼운 탄두를 내놓았다. 원래 장전에 맞게 조정된 소총들은 새로운 장전으로 조준점이 조정된다. 혼란스럽게도, 두 속도의 장전 모두 여전히 사용 가능하다. 라푸아, 노르마, 루아그 암모텍 (RWS), 사코, 프르비 파르티잔 (PPU)를 포함한 여러 유럽 회사들과 남아프리카 공화국의 데넬 (PMP)이 9.3×62mm 탄약을 장전하며, 아프리카에서 널리 구할 수 있다.
영국에서 유명한 탄약 제조업체인 카이녹은 9.3×62mm를 "9.3mm 마우저"라고 부르며 탄약을 생산했다. 일반적으로 "금속 피복 소프트 노즈 탄두", 18.5 그램 (285 gr)로 장전되었으며, 바닥에는 단순히 "Kynoch 9.3 mm"라고 표시되어 있었다. 더 이상 그들의 목록에 없다.

## 그 외
여러 유럽 국가에서 9.3×62mm는 무스나 멧돼지 같은 사냥감을 사냥하는 데 여전히 인기 있는 탄약이며, 대부분의 제조업체에서 소총의 표준 챔버링으로 제공된다. 2002년 북아메리카에 9.3×62mm 챔버링의 CZ-USA CZ 550 소총이 출시되었고, 이 탄약은 인기 있는 .35 윌런 탄약보다 약간 더 강력하여 소총과 탄약 모두 그곳에서 강력한 추종자를 얻고 있다. 미국에서는 페더럴, 호나디, 노슬러, 스위프트를 포함한 여러 탄약 제조업체들이 공장에서 장전된 9.3×62mm 스포츠 탄약을 제공한다. 1950년대 초 스칸디나비아와 유럽의 잉여 마우저 소총이 9.3 구경으로 캐나다에 들어온 이후, 캐나다 사냥꾼들은 9.3×62mm 탄약을 사용하여 들소, 모든 사슴 종, 큰 곰을 포함한 대형 사냥감을 사냥했다. 최근 몇 년 동안 체코의 CZ와 핀란드의 사코 및 티카는 수요가 여전히 높은 캐나다와 미국으로 많은 9.3×62mm 소총을 수입했다.

## 적합성
9.3×62mm는 사자, 표범, 겜스복, 일런드, 누속과 같은 더 크고 강인한 아프리카 사냥감 종을 사냥하는 데 이상적이라고 여겨진다. 대부분의 사냥꾼들은 이 탄약을 .338 윈체스터 매그넘, 9.3×64mm 브레네케, .35 윌런 및 .375 H&H 매그넘과 비교할 만한 다목적 탄약으로 간주한다. 9.3×62mm는 아프리카의 모든 위험한 사냥감 종을 깨끗하게 잡았다. 대부분의 국가에서 위험한 사냥감을 위한 법적 최소 구경이 .375 구경보다 작지만, 많은 국가에서는 9.3×62mm에 대해 특별히 예외를 둔다. 9.3×62mm는 야생 멧돼지나 곰과 같이 위험해질 수 있는 유럽 및 북아메리카 사냥감에 적합하다고 여겨진다.
오스트레일리아의 삼바 사냥꾼들은 연방 정부의 1996년 자동 소총 금지 조치로 인해 9.3×62mm로 전환했다. 수천 명의 사슴 사냥꾼들이 삼바에 한 발로 쓰러뜨릴 수 있는 볼트액션 소총이 필요했고, 9.3×62mm 구경은 그 임무에 충분히 적합하다는 것이 입증되었다.
클래스 3 사냥감 사냥 외에도 9.3×62mm는 위험한 클래스 3 사냥감, 특히 갈색곰과 북극곰을 포함한 큰 곰에 대한 최후의 수단으로 자주 사용된다. 이 탄약은 그린란드와 같은 유럽 북극 지역의 어부, 사냥꾼, 가이드들이 이러한 큰 곰 종과의 만남이 흔할 수 있기 때문에 보호용으로 자주 휴대한다.

## 같이 보기
- 9.3×74mmR
- 9.3×64mm 브레네케
- .338 윈체스터 매그넘
- .35 윌런
- .350 레밍턴 매그넘
- .358 노르마 매그넘
- .358 윈체스터
- .375 H&H 매그넘
- 9 mm 구경
- 소총 탄약 목록
- 권총 및 소총 탄약표